# Lager Elsterhorst

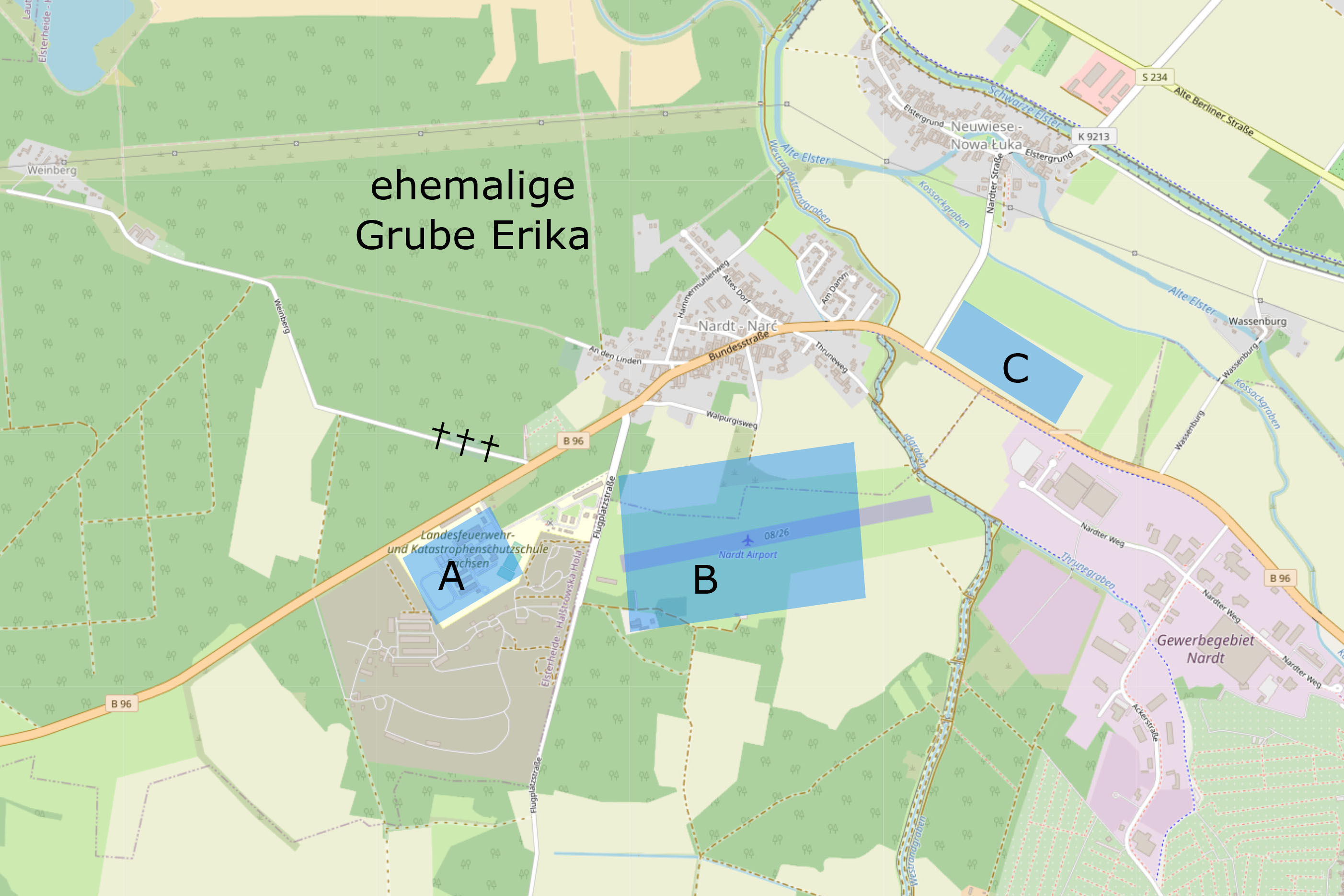
Ungefähre Lage des Kriegsgefangenenlagers auf einer aktuellen Landkarte (A – Lazarett, B – Stalag/Oflag, C – Kommandantur und Mannschaftsgebäude)

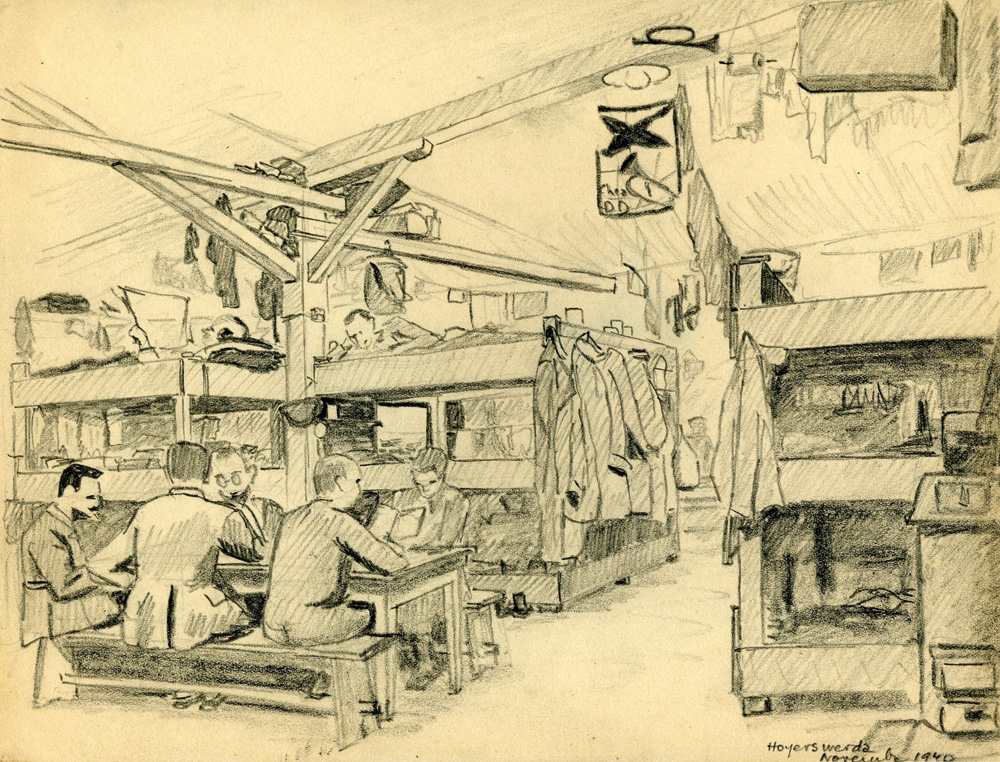
Innenraum-Zeichnung des Oflag IV D durch den französischen Gefangenen E. Arnaud

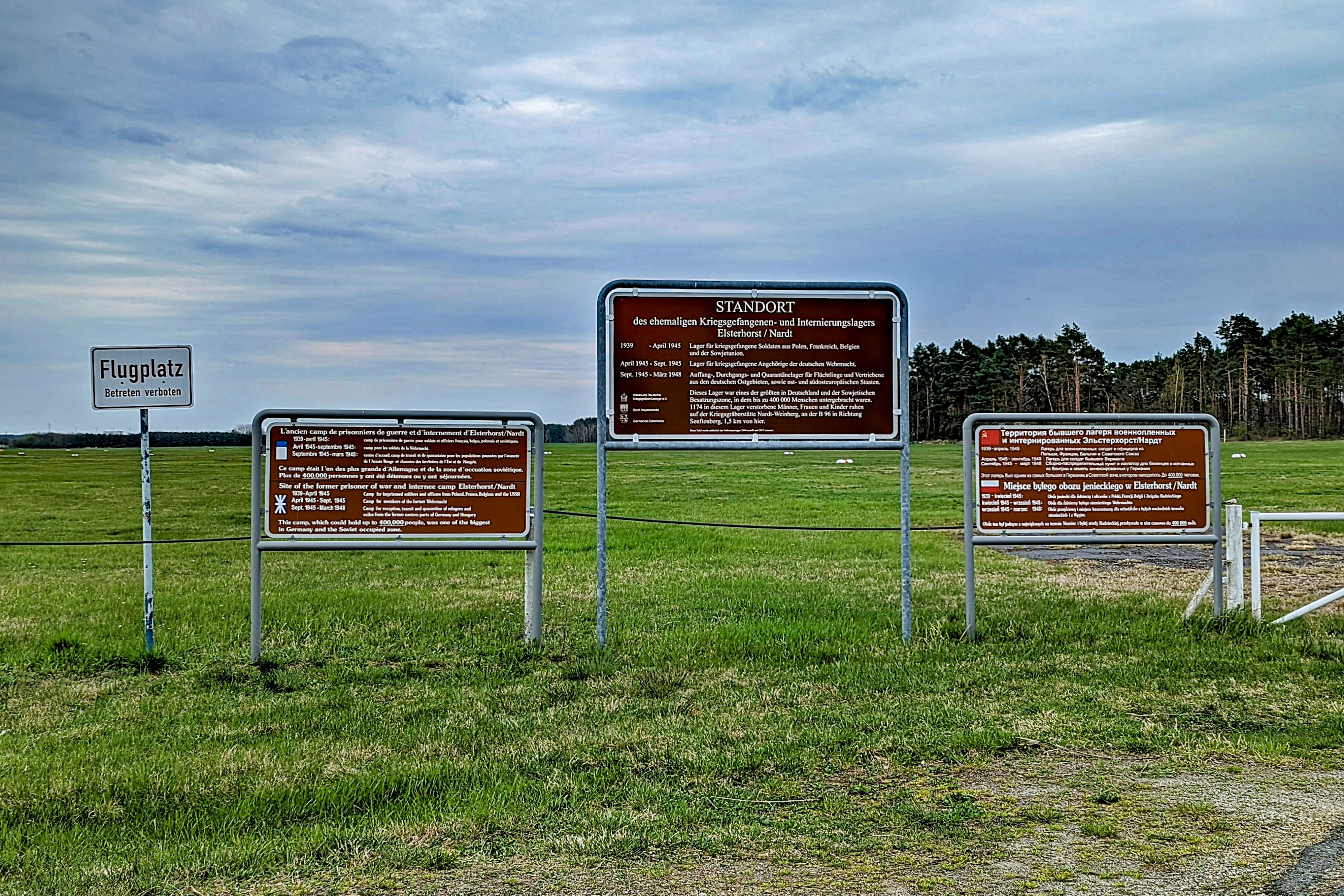
Hinweistafeln am Flugplatz Nardt

Das Lager Elsterhorst befand sich in Elsterhorst bei Hoyerswerda im damaligen Regierungsbezirk Liegnitz, Provinz Niederschlesien. „Elsterhorst“ war der „germanisierte“ Name des Dorfes Nardt in den Jahren 1936–1947, das sich 1995 mit mehreren Nachbarorten zur Gemeinde Elsterheide zusammenschloss.

## Stalag und Oflag
Das in Dresden ansässige Wehrkreiskommando IV der deutschen Wehrmacht begann 1937 mit dem Abschluss von Pachtverträgen für das Gelände eines Kriegsgefangenenlagers bei Elsterhorst. Das Lager wurde ab 1938 errichtet. Die Bereiche des Kriegsgefangenenlagers bekamen die Bezeichnungen Stalag IV A und ab 1940 Oflag IV D. Das Stalag beherbergte überwiegend polnische und tschechische Kriegsgefangene, das Oflag überwiegend französische. Das Lager befand sich auf dem heutigen Gelände des Flugplatzes Nardt. Zwei weitere Bereiche außerhalb des Lagerbereichs waren das Lazarett (heute Landesfeuerwehrschule Sachsen) und die Kommandantur mit den Mannschaftsunterkünften des aus Angehörigen der Landwehr bestehenden 2. Landesschützenbataillons (LSB) (an der heutigen Bundesstraße 96 und der Straße nach Neuwiese).
Nachdem zuerst nur ein Brunnen für die Trinkwasserversorgung gebohrt und Zelte aufgebaut wurden, begannen tschechische und ab 1939 auch polnische Kriegsgefangene mit dem Aufbau von Baracken. Im September waren hier schon rund 7000 Soldaten interniert. Einige davon arbeiteten auf Bauernhöfen der Umgebung, im Forst und in den Gruben Erika, Werminghoff und Heye III des Lausitzer Braunkohlereviers. Seit Ende Mai 1940 wurden in Elsterhorst auch französische und belgische Kriegsgefangene interniert. Nach einer Zeit großen Hungerns gab es ab September 1940 zunehmend verbesserte Postverbindungen aus den nicht besetzten Teilen Frankreichs und vom Roten Kreuz. Dadurch wurde auch der Aufbau einer großen Lagerbibliothek möglich. Neben Theatergruppen und anderen kulturellen Aktivitäten wurde unter der Leitung von Professor Lanzet gar die französische Universität Hoyerswerda gegründet, bei der etwa 60 % der rund 5000 französischen Offiziere eingeschrieben waren.

## 1945 bis 1948
Nach Kriegsende war das Lager kurze Zeit sowjetisches Kriegsgefangenenlager FPPL Nr. 30 (FPPL/russisch ФППЛ – Фронтовый приемно-пересыльный лагерь – auf Deutsch: Front-Aufnahme- und Durchgangslager) für deutsche Soldaten der Wehrmacht. Von Oktober 1945 bis Anfang 1948 war es Durchgangs-, Quarantäne- und Umsiedlerlager für heimkehrende deutsche Soldaten und Vertriebene aus Schlesien, Ostpreußen, Pommern und dem Sudetenland. Im März 1948 wurde das Lager aufgelöst und von der Kreispolizei übernommen.

## Heutiger Zustand
Neben wenigen Überresten auf dem Gelände des Flugplatzes Nardt und an der B 96 existiert lediglich noch eine feste Baracke des Lazarettbereiches innerhalb des Geländes der Landesfeuerwehrschule Sachsen (Stand April 2022). Sie beherbergt das Ausstellungs- & Dokumentationszentrum Lager Elsterhorst des Stadtmuseums Hoyerswerda und kann im Rahmen von Führungen besichtigt werden. Die im Lager verstorbenen französischen Kriegsgefangenen wurden neben dem Friedhof Nardt begraben, ab 1952 exhumiert und in ihre Heimat überführt. Die im hinteren Teil des Friedhofs begrabenen sowjetischen Soldaten wurden 1974 exhumiert und in die Gedenkstätte am Ehrenhain an der heutigen Dietrich-Bonhoeffer-Straße in Hoyerswerda umgebettet. In den Jahren 1992 und 1993 wurde vom Volksbund Deutsche Kriegsgräberfürsorge für über 1200 im Lager verstorbenen deutsche Soldaten und Vertriebene die Kriegsgräberstätte Nardt an der Straße nach Nardt-Weinberg nahe der B 96 errichtet.